# Gedrag in Beeld
Gedrag in Beeld (officiële titel: Longitudinale ontwikkeling van psychopathologie: generationele en intergenerationele continuïteit) is een grootschalig onderzoek van het Sophia Kinderziekenhuis (inmiddels onderdeel van het Erasmus MC) in Rotterdam naar de ontwikkeling van gedrag van kindertijd tot in volwassenheid.
Het onderzoek startte in 1983, onder leiding van Prof.dr. F.C. Verhulst, kinder- en jeugdpsychiater in het Sophia Kinderziekenhuis. In dat jaar werd uit de Zuid-Hollandse bevolking een groep van 2076 kinderen tussen de 4 en de 16 jaar oud willekeurig gekozen, met als doel de ontwikkeling van deze kinderen gedurende een lange periode te kunnen volgen. De eerste onderzoeken bestonden uit vragenlijsten naar gedrag en emoties van de kinderen, die door de ouders - al dan niet met hulp van hun kinderen - diende te worden ingevuld. Anno 2007 werd het zevende onderzoek in de serie gestart. Dit zevende onderzoek werd uitgevoerd door dr. J. Reef en dr. I. van Meurs en was niet alleen gericht op de oorspronkelijke deelnemers, maar ook hun eventuele partner en kinderen. Anno 2007 verleenden nog zo'n 1500 van de oorspronkelijke deelnemers hun medewerking aan het onderzoek.
Uit het onderzoek van 1997 volgde in 2000 een proefschrift, dat op basis van de verkregen gegevens aantoonde dat een deel van de kinderen en jongeren met probleemgedrag daar ook als volwassenen last van hebben. Het persbericht uit 2000 zegt hier het volgende over: "Van alle personen die aanvankelijk veel probleemgedrag vertoonden, werd dit bij 41% ook geconstateerd op volwassen leeftijd. (...) Verder bleek uit het onderzoek dat ouders van volwassen kinderen beschouwd kunnen worden als waardevolle informanten op het gebied van kennis over hun kinderen. Verder onderstrepen de bevindingen van dit proefschrift het belang van vroege preventie en interventie, voordat het gedrag van het kind of de adolescent chronisch is geworden en daardoor minder ontvankelijk voor verbetering."
Uit het onderzoek van 2007 volgden in 2010 twee proefschriften
- 1e onderzoek - 1983
- 2e onderzoek - 1985
- 3e onderzoek - 1987
- 4e onderzoek - 1989
- 5e onderzoek - 1991
- 6e onderzoek - 1997
- 7e onderzoek - 2007

Rond 2002 startte men met een nieuwe groep van zo'n 10.000 pasgeborenen, onder de naam "Generation R". In 2018 startte een derde lichting, "Generation R Next"

## Publicaties
Enkele van de publicaties die uit dit onderzoek volgden, zijn:
- Children's Problems Predict Adults' DSM-IV Disorders Across 24 Years, Reef, J. & Meurs, I.., van & Verhulst, F.C. & Ende, J., van der (2010), Journal of the American Academy of Child and Adolescent Psychiatry, Volume 49, Issue 11 , Pages 1117-1124
- Developmental trajectories of child to adolescent externalizing behavior and adult DSM-IV disorder: results of a 24-year longitudinal study[dode link], Reef, J. & Diamantopoulou, S. & Meurs, I.., van & Verhulst, F.C. & Ende, J., van der (2010), Social Psychiatry and Psychiatric Epidemiology, Volume 46, Number 12, 1233-1241
- Predicting adult emotional and behavioral problems from externalizing problem trajectories in a 24-year longitudinal study[dode link], Reef, J. & Diamantopoulou, S. & Meurs, I.., van & Verhulst, F.C. & Ende, J., van der (2010), European Child and Adolescent Psychiatry, 19 (7), pp. 577–585.
- Child to adult continuities of psychopathology: a 24-year follow-up, Reef, J. & Diamantopoulou, S. & Meurs, I.., van & Verhulst, F. & Ende, J., van der (2009), Acta Psychiatrica Scandinavica, 120 (3), pp. 230–238.
- Intergenerational transmission of child problem behaviors: a longitudinal, population-based study, Meurs, I.., van & Reef, J. & Verhulst, F.C. & Ende, J., van der (2009), Journal of the American Academy of Child and Adolescent Psychiatry, 48 (2), pp. 138–145.
- Psychopathologie van kindertijd naar volwassenheid, vervolg van een epidemiologische steekproef, promotieverslag Marijke Hofstra, november 2000
- Continuïteit en discontinuïteit van psychopathologie bij kinderen en adolescenten tot in de volwassenheid, F.C. Verhulst, Tijdschrift voor psychiatrie 43 (2001) 11, 777-786
- Stable Prediction of Mood and Anxiety Disorders Based on Behavioral and Emotional Problems in Childhood: A 14-Year Follow-Up During Childhood, Adolescence, and Young Adulthood, Sabine J. Roza, M.Sc., Marijke B. Hofstra, M.D., Jan van der Ende, M.S. en Frank C. Verhulst, M.D., American Journal of Psychiatry 160:2116-2121, December 2003
- Diagnostic outcome of adolescent self-reported suicidal ideation at 8-year follow-up, Dirk Dhossche, Robert Ferdinand, Jan van der Ende, Marijke B. Hofstra en Frank Verhulst, Journal of Affective Disorders, Volume 72, Issue 3 , December 2002, Pages 273-279